# Дойл, Патрик
Патрик Дойл (англ. Patrick Doyle; род. 6 апреля 1953, Саут-Ланаркшир) — шотландский музыкант и композитор саундтреков к фильмам, которые характеризуются сочетанием простоты и изящества. Его сотрудничество с Кеннетом Браной и Шекспировским сообществом известно всем, но его талант в сочинении музыки универсален и он написал оркестровую музыку ко многим фильмам различных жанров, в том числе Диснеевскому Потерпевшие кораблекрушение, гангстерской драме Путь Карлито и фильму Франкенштейн Мэри Шелли. Во второй половине 1990-х, он применял синтезаторы в сочетании с хором, соло-вокалистами и традиционным оркестром.

## Карьера
В 1974 году Дойл окончил Шотландскую Королевскую академию музыкального и драматического искусства в Глазго по классам фортепиано и пения. Своё первое произведение он сочинил в 1978-м, и с тех пор пишет музыку для радио- теле- и кинопостановок. Проживает в графстве Суррей с женой, Лесли, и четырьмя детьми.
Дойл присоединился к Театральной труппе «Ренессанс» в качестве композитора и музыкального руководителя, с партитурой к знаменитой телепостановке Двенадцатой ночи Кеннета Браны в театре Риверсайд Студиос в декабре 1987, которую Брана ранее поставил на сцене. В 1988-м он сочинил музыку для таких постановок из цикла Renaissance Shakespeare on the Road, как Гамлет, Как вам это понравится и Много шума из ничего для начинающих режиссёров Дерека Джекоби, Джеральдин Макьюэн, а также Джуди Денч. Год спустя, Дойл вновь работал с Денч над театральной и телевизионной постановками Оглянись во гневе, представленной сначала в Белфасте, затем в Лондоне с Браной в роли Джимми Портера и Эммой Томпсон в роли Элисон. Далее, он съездил в мировое турне с труппой «Ренессанс», где он выступил в качестве композитора и музыкального руководителя в постановках Короля Лир и Сна в летнюю ночь.
Режиссёр Кеннет Брана заказал Дойлу музыку к кинопостановке труппы «Ренессанс» пьесы Генрих V. Для исполнения музыки были приглашены Саймон Рэттл и Бирмингемский симфонический оркестр. За один из хоров из этого сочинения, «Non nobis Domine», в 1989 ему была присуждена награда Айвора Новелло за лучшую музыкальную тему к фильму. В 1990 году, Чарльз, принц Уэльский заказал Дойлу написать Трилистник и розу (англ.  The Thistle and The Rose), цикл песен для большого хора, в ознаменование 90-летнего юбилея Королевы-матери. В 1991-м, Дойл написал музыку к полнометражного фильму студии Paramount Pictures Умереть заново, режиссёром которого выступил Брана. Его партитура к этому фильму была номинирована Золотой глобус 1991 года.
Написанная в 1995 году музыка к фильму Разум и чувства была номинирована на Золотой глобус и Оскар как Лучшая музыка к драматическому фильму и получила номинацию на ВАФТА как Лучшая музыка к фильму. В 1996-м, музыка к Гамлету, эпическому четырёхчасовому фильму, снятому Кеннетом Браной на 70 мм плёнку, получила номинацию на Оскар. В 1997-м, Sony Classical заказала ему сочинить музыкальное сопровождение к детской истории под названием Лицо в озере (англ. The Face In The Lake). Премьера этого произведения состоялась в феврале 1998 года в Карнеги-Холле в Нью-Йорке, вместе с двумя другими историями, музыку к которым написали Уинтон Марсалис и Эдгар Мейер. Sony Classical выпустила компакт-диск с музыкой, (с Кейт Уинслет в качестве рассказчицы) в одной упаковке с детской книгой, опубликованной издательством Viking Press.
Дойловская стилистика классической композиции, а также его опыт работы актёром и рабочим сцены вкупе делают его достаточно осведомлённым музыкантом. Он играет (и поёт) в нескольких фильмах и всегда стремится демонстрировать свои разносторонние навыки во всё новых и новых проектах. Музыкальные темы, в которых он выступил не только как композитор, но и как вокалист, можно услышать на альбомах к Генриху V, Много шума из ничего и Как вам это понравится.
В ноябре 1997 года у Дойла диагностировали лейкоз, от которого ему удалось вылечиться. Тем не менее, он закончил работу над музыкой к Большим надеждам и продолжил во время лечения работу над мультфильмом Волшебный меч: В поисках Камелота. К 1998 году он вернулся к полноценной работе. Он завершил музыку к фильму Гарри Поттер и Кубок огня, приняв эстафету у Джона Уильямса. Кроме того, он написал музыку из саундтрека к фильму Эрагон, Последний легион.
Свою музыку к фильмам Дойл часто записывает в сотрудничестве с Лондонским симфоническим оркестром. Таковы саундтреки к фильмам Сыщик, Как вам это понравится, Эрагон, Гарри Поттер и Кубок огня, Моя ужасная няня, Вау-Вау, Убей меня нежно, Тор.
В 2008 году, Канье Уэст использовал семпл из написанного Дойлом трека «Kissing In The Rain» из фильма Большие надежды в своей песне «Robocop» с альбома 2008 года 808s & Heartbreak.
Патрик Дойл участвовал в работе над саундтреком для игры "Кукловод", сделанной Japan Studio.

## Избранная фильмография
- 1989
  - Генрих V
- 1990
  - Потерпевшие кораблекрушение
- 1991
  - Умереть заново (Номинация на «Золотой глобус»)
- 1992
  - Индокитай
  - На Запад
- 1993
  - Путь Карлито
  - Много шума из ничего
  - Нужные вещи
- 1994
  - Франкенштейн Мэри Шелли
  - Райское наслаждение
- 1995
  - Маленькая принцесса
  - Разум и чувства (Номинации на «Золотой глобус» и «Оскар»)
  - Французская женщина
- 1996
  - Гамлет (Номинация на «Оскар»)
  - Миссис Уинтерборн
- 1997
  - Донни Браско
- 1998
  - Волшебный меч
  - Большие надежды
- 1999
  - Восток-Запад
- 2000
  - Английский цирюльник
  - Тщетные усилия любви
- 2001
  - Дневник Бриджит Джонс
- 2002
  - Убей меня нежно
  - Госфорд-парк
- 2003
  - Девушки с календаря
  - Подержанные львы
  - Загадка Галиндеза
- 2004
  - Новая Франция
- 2005
  - Гарри Поттер и Кубок огня
  - Моя ужасная няня
  - Джекилл + Хайд
  - Человек человеку
  - Вау-Вау
- 2006
  - Как вам это понравится
  - Эрагон
  - Последний легион
- 2007
  - Сыщик
  - Сжалься над всеми нами
- 2008
  - Остров Ним
  - Игорь
- 2011
  - Тор
  - Финишная прямая
  - Восстание планеты обезьян
- 2012
  - Храбрая сердцем
- 2013
  - Джек Райан: Теория хаоса
- 2017
  - Убийство в «Восточном экспрессе»